# Darko Ćurdo
Darko Ćurdo (Gorica kod Posušja, 12. studenog 1944. - Zagreb, 8. srpnja 2003.) je hrvatski glumac i grafičar.
Glumac zagrebačkog Hrvatskog narodnog kazališta, i grafičar koji je postavljao zapažene izložbe. Jedan je od utemeljitelja glumačke družine Histrioni.
Darko Ćurdo, glumac i grafičar,  rođen je 12. studenoga 1944. u Gorici kod Posušja, a umro je 8. srpnja 2003. u Zagrebu.
1971. je diplomirao glumu na Akademiji za kazalište, film i televiziju u Zagrebu. Od 1986. bio je stalni član dramskoga postava Hrvatskoga narodnog kazališta u Zagrebu. Bio je član dramskog postava Kazališta Marina Držića u Dubrovniku, član HNK u Varaždinu i Splitu. 
Glumio je u svim zagrebačkim kazalištima i slobodnim, alternativnim grupama. Pokretao je i one man theatre družine, od kojih je najvažnija bila Podrumska scena. Bio je jedan od osnivača i idejnih začetnika Kulturne udruge "Festival glumca u Zagvozdu", i dugogodišnji član Histriona. Dobitnik je dviju nagrada Goranova proljeća. 1996. godine odlikovan je Redom Danice Hrvatske s likom Marka Marka Marulića. 
Igrao je manje, srednje i glavne uloge u domaćim i svjetskim dramama, neke od njih su: Brut, Macbeth, Kamilo, Vladimir, Artaud, Hektor, Mefisto.........
Više od trideset godina izvodio je lirsku monodramu "Nespravan za problem" načinjenu na temelju izbora iz djela Tina Ujevića.
1998. godine, povodom stogodišnjice rođenja A. B. Šimića, režirao je lirsku dramu Preobraženja na temelju poezije A.B. Šimića. Filmska ekranizacija lirske drame u Vukovaru koju je na filmsko platno prenio Eduard Galić, zasigurno je do danas najljepši hommage patnjama Vukovara u Domovinskom ratu.
Iste godine, na 5. festivalu glumca (1998. godine), za ulogu u Gogoljevim "Luđakovim zapisima" dobio je nagradu Festivala glumca u Vinkovcima.  
Posljednja uloga koju je igrao jest uloga Bruscona u "Theatermacheru – stvaratelju kazališta" Thomasa Berndharda u režiji Laszla Bogosssija jr, priređenu u Hrvatskom kazalištu u Pečuhu.

## Filmografija
- 1973.: Živjeti od ljubavi - Davorov cimer student
- 1974.: Kapelski kresovi
- 1974.: Deps
- 1982.: Tamburaši
- 1986.: Putovanje u Vučjak - Varga
- 1995.: Olovna pričest
- 1998.: Preobraženja

## Izložbe
- 1994. Zagreb, Zagrebačka izložba grafike
- 1995. Zagreb, Zagrebački salon
- 1996. Saint-Aignan sur Cher
- 1995. Zagreb, Moderna galerija, studio "J. Račić"
- 1996. Pečuh, Galerija H.K. "Csopor(t) horda",
- 1996. Split, Galerija Hrvatskog narodnog kazališta
- 1996. Ljubuški, Galerija TMT
- 1997. Posušje, Gradska galerija
- 1998. Metković, Gradsko kazalište